# Schildola corrugis
Schildola corrugis är en insektsart som beskrevs av Young 1977. Schildola corrugis ingår i släktet Schildola och familjen dvärgstritar. Inga underarter finns listade i Catalogue of Life.